# Diospyros candolleana
Diospyros candolleana är en tvåhjärtbladig växtart som beskrevs av Robert Wight. Diospyros candolleana ingår i släktet Diospyros och familjen Ebenaceae. Inga underarter finns listade i Catalogue of Life.

## Bildgalleri

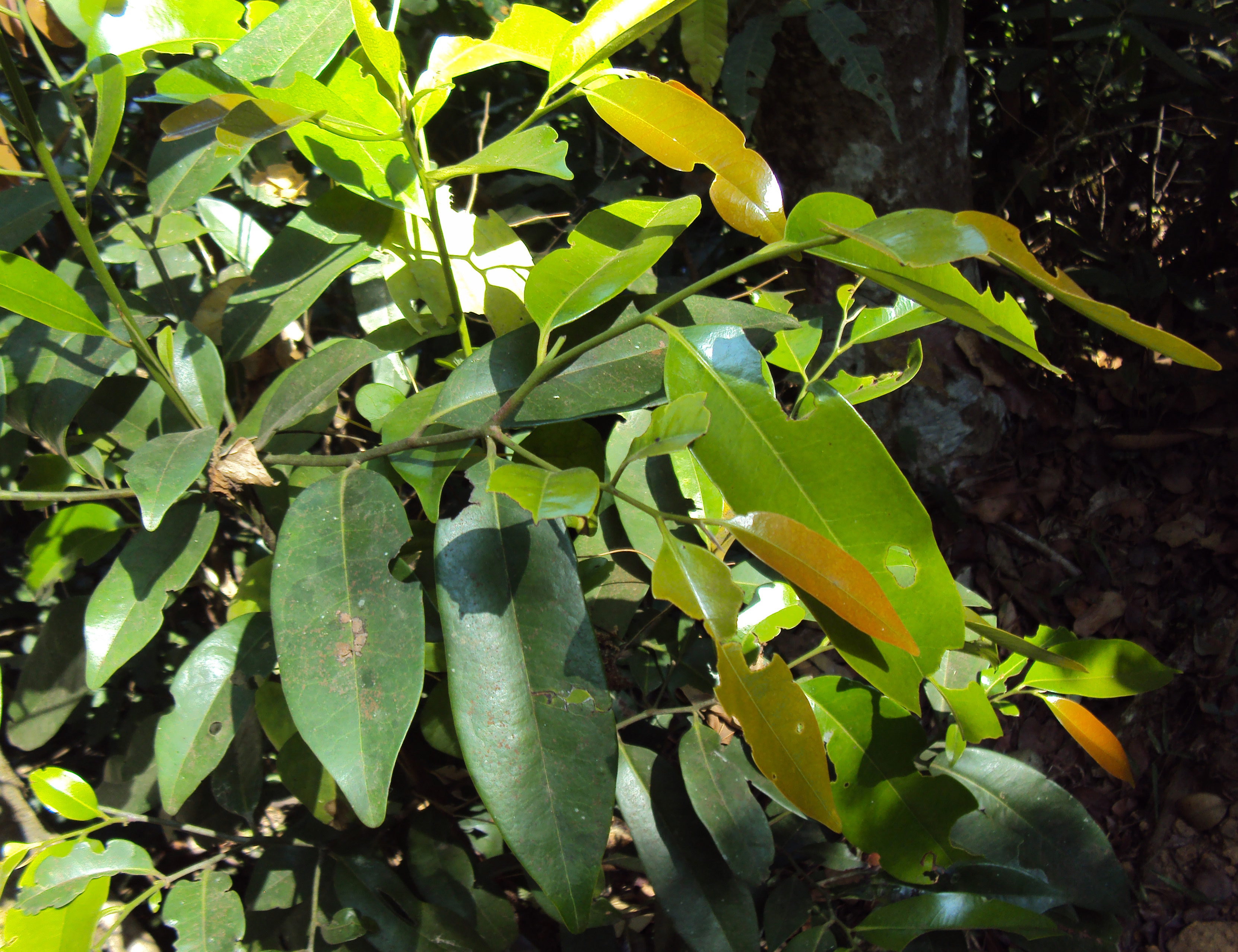
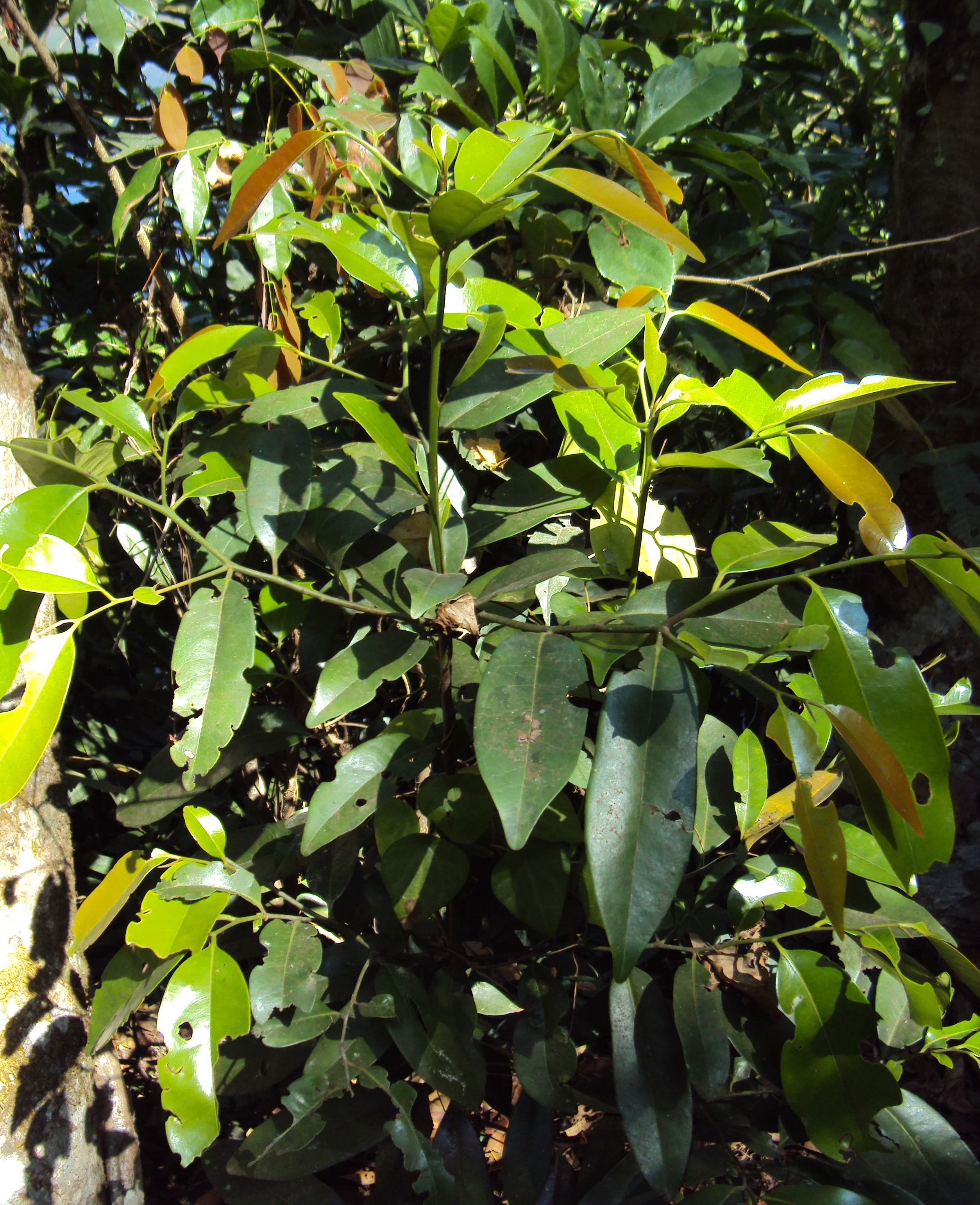
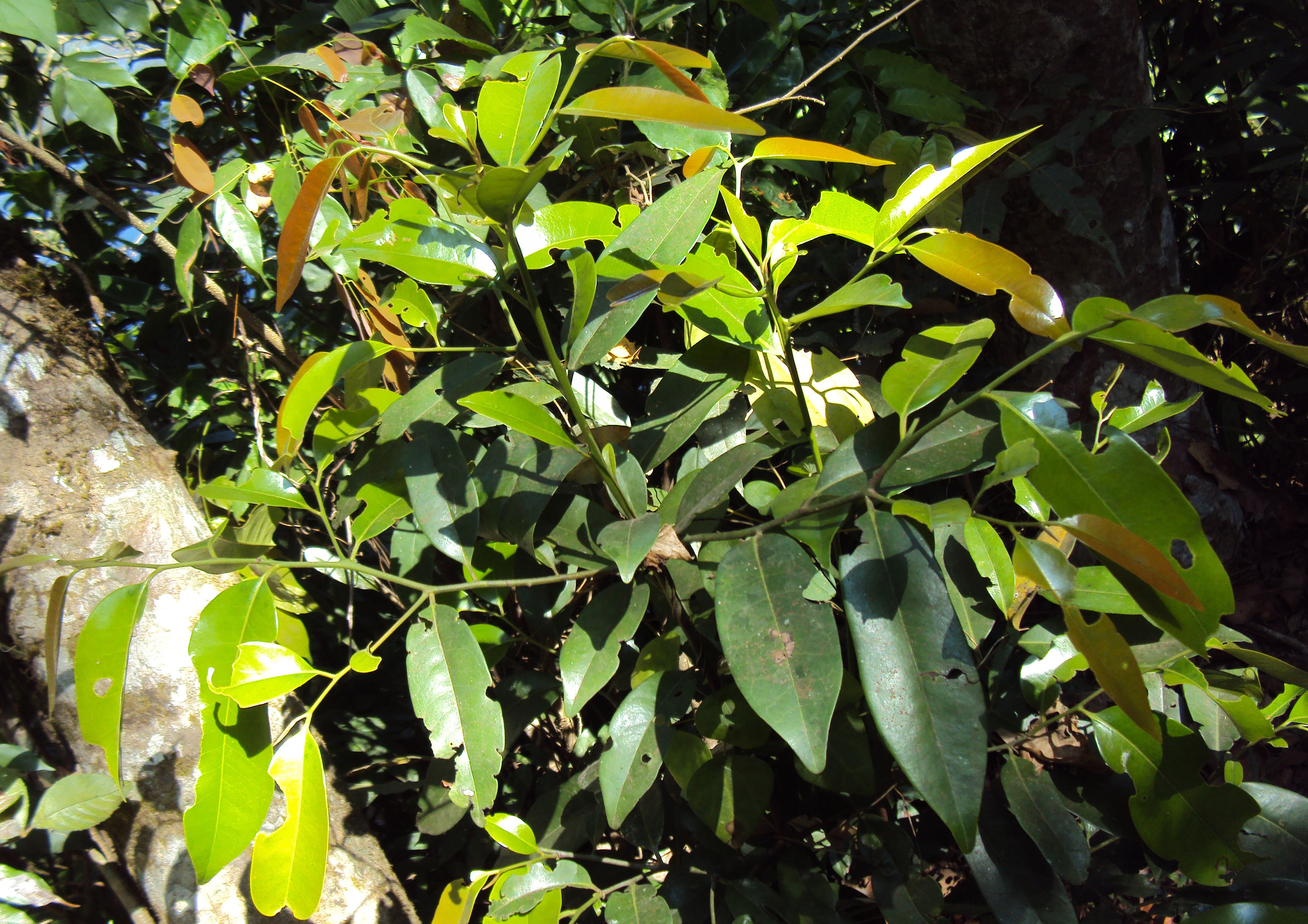
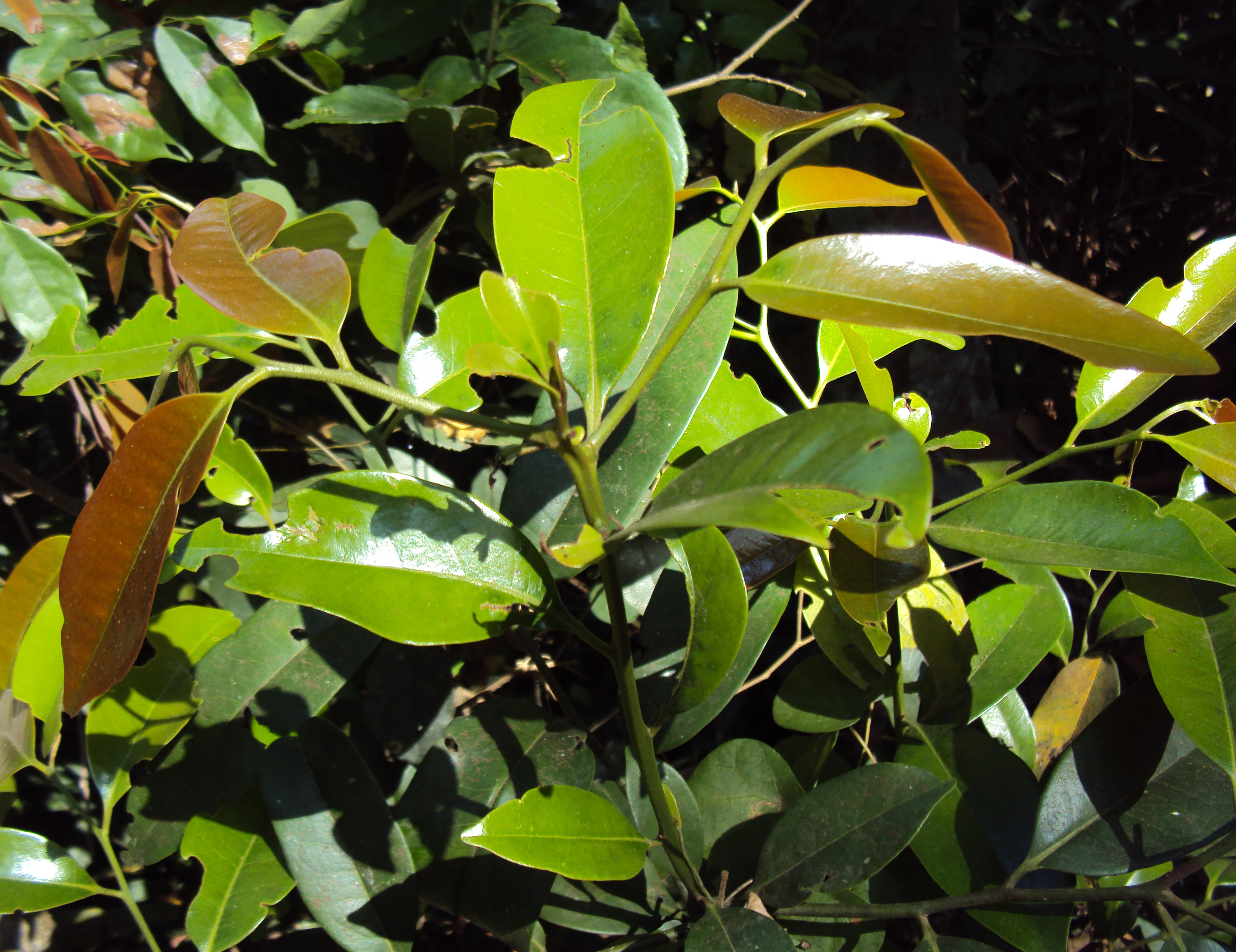
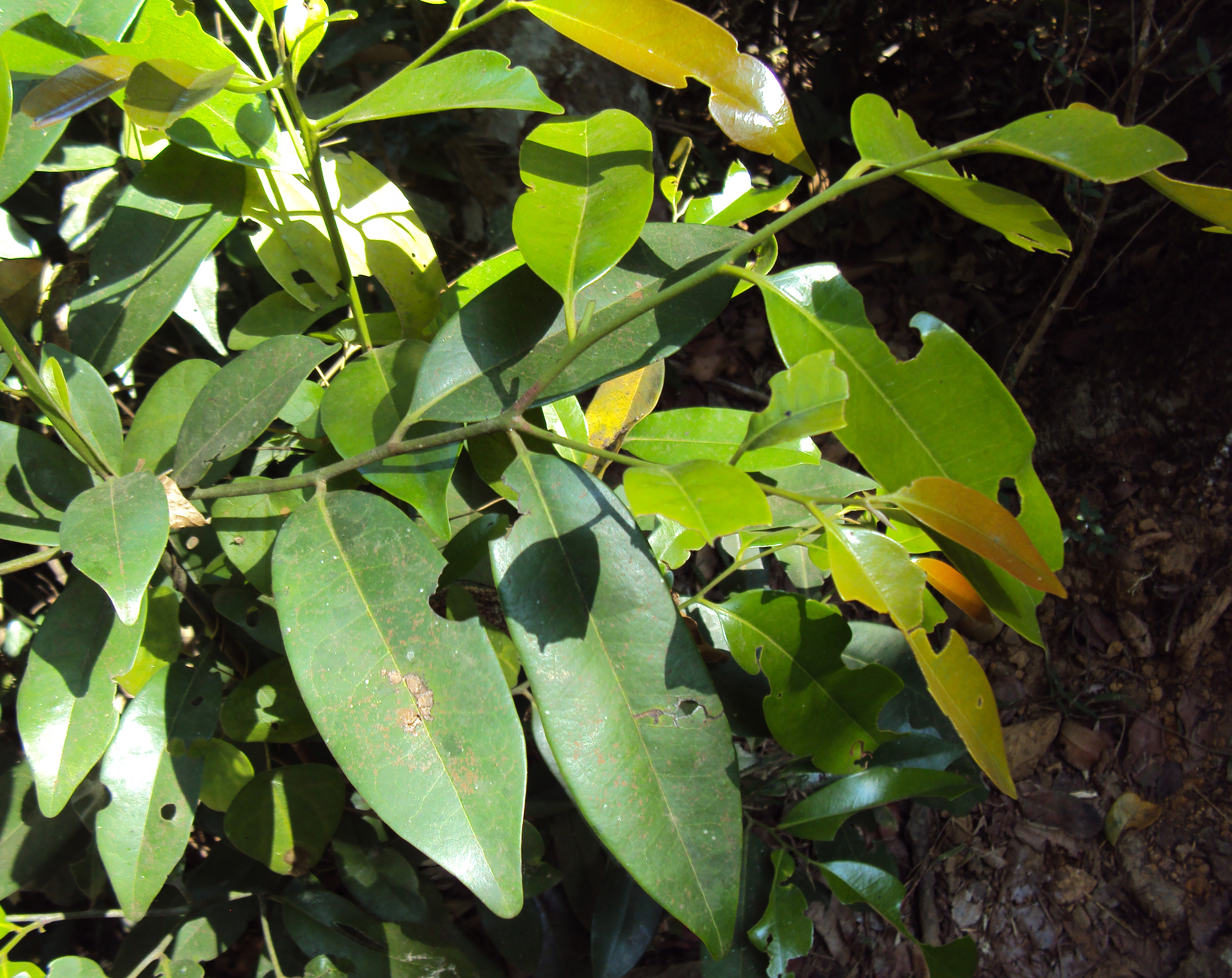
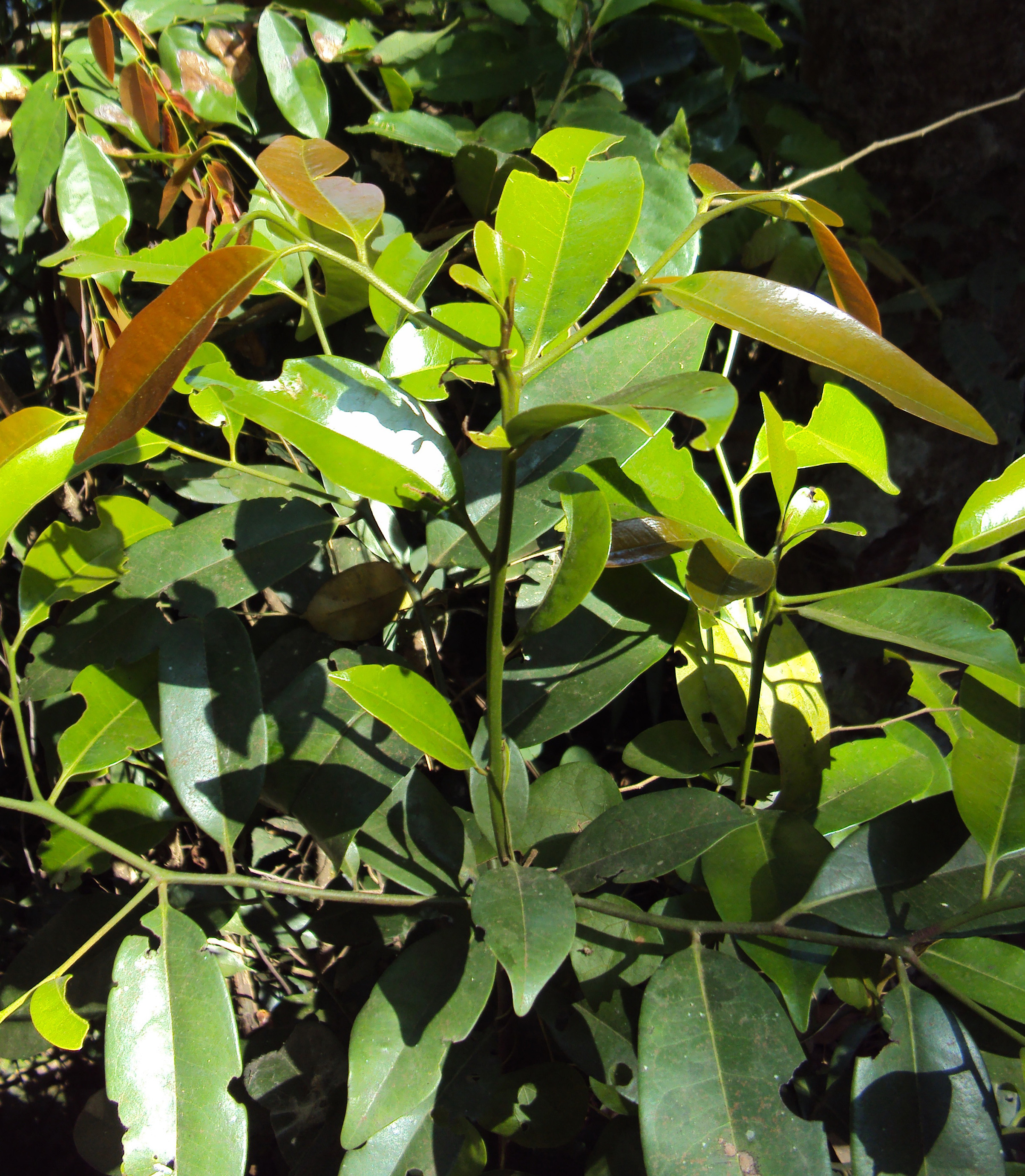